# موسم الإنفلونزا

## آلية للطبيعة الموسمية للأنفلونزا
الآلية الدقيقة وراء الطابع الموسمي لوباء إنفلونزا الطيور غير واضحة .يوجد بعض التفسيرات المقترحة وهي كما يلي:
- يبقى الناس من منازلهم أكثر غالباً في فصل الشتاء،  وهذا يعزز انتقال المرض من شخص إلى آخر.
- درجات الحرارة الباردة تؤدي إلى جفاف الجو الذي قد يؤذي الأغشية المخاطية، ويمنع الجسم من الدفاع بفعالية ضد عدوى فيروس الالتهاب الرئوي. ببمد: 19204283 [1][2][3]
- قد تثار الفيروسات على السطوح المكشوفة (مقابض الأبواب، المنضدة، وما إلى ذلك) في درجات الحرارة الأكثر برودة.
- في الأمم لايذهب الأطفال إلى المدرسة في فصل الصيف، وهناك  لموسم الإنفلونزا، تزامنا مع بدء العام الدراسي. ويعتقد أن البيئة حينية مثالية لتفشي المرض.
- إنتاج فيتامين د من الأشعة فوق البنفسجية-باء في الجلد يتغير مع المواسم ويؤثر على الجهاز المناعي.[4][5][6]

وأظهرت البحوث في خنازير غينيا أن انتقال الفيروس الأيروسول يرتفع عندما يكون الجو بارد وجاف. كما أن الاعتماد على الجفاف يظهر أن ذلك يعود إلى تحلل جزيئات الفيروس في الهواء الرطب، بينما يعتقد ان الجو البارد من مسببات الإنفلونزا بسبب إصابة الجنود بالفيروس لفترة أطول من الزمنفي الجو البارد ولم يجد الباحثون أن البرد ضعف الاستجابة المناعية من خنازير غينيا للفيروس.
الأبحاث التي أجريت مؤخرا من قبل المعهد الوطني لصحة الطفل والتنمية البشرية (معاهد الصحة القومية) وجدت أن فيروس الإنفلونزا له  تأثير شبيه ب «الطلاء» أي أنه يذوب عندما تدخل الجهاز التنفسي ولكن في فصل الشتاء يتصلب وبالتالي يمكنه البقاء على قيد الحياة في الطقس البارد كالبذرة التي في فصل الصيف تذوب وتصل إلى الجهاز التنفسي .